# Turinyphia cavernicola
Turinyphia cavernicola Wunderlich, 2005 é uma pequena aranha cavernícola, endémica nos Açores, cujo único habitat conhecido é o Algar do Carvão, na ilha Terceira